# Rotten Tomatoes
Rotten Tomatoes is een commerciële Engelstalige website met informatie over en recensies van films.
De naam is afgeleid van een cliché uit het Vaudeville-tijdperk waarin het publiek tomaten en andere groenten naar het podium gooide om duidelijk kenbaar te maken dat de voorstelling niet beviel.

## Geschiedenis
Rotten Tomatoes werd in 1998 opgericht en in 2004 door IGN Entertainment overgenomen. In september 2005 werd IGN door Rupert Murdochs News Corporation gekocht. In 2009 nam het bedrijf Flixster de website over.